# Take Me to the Hospital
Take Me to the Hospital – wytwórnia płytowa założona przez członków zespołu The Prodigy w 2008 roku.